# Masspektrometri

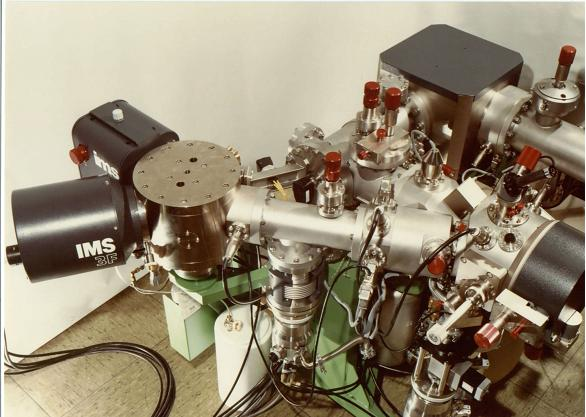
En SIMS masspektrometer, modell IMS 3f.

Masspektrometri, ofta förkortat som MS, är en teknik för att separera joner i gasfas från varandra utifrån deras förhållande mellan massa och laddning (m/z). Separationen sker på olika sätt i olika typer av masspektrometrar, men baserar sig alltid på att jonerna förs genom ett magnetiskt fält, ett elektriskt fält, eller en kombination av de två.  Masspektrometri är en vanlig teknik för kvalitativ och kvantitativ analys inom analytisk kemi. Det är även en användbar teknik inom Biokemi där proteiner kan studeras med Proteinmasspektrometri.
En masspektrometrisk analys kan delas in i tre övergripande steg: 
1. Jonisering av de molekyler eller atomer som skall analyseras
2. Separation av jonerna i en massanalysator.
3. Detektion av jonerna

Resultatet från analysen är ett masspektrum, vilket är en graf över den detekterade signalintensiteten för varje m/z. Toppen i grafen med det högsta värdet för massa/laddning avslöjar i regel molekylmassan för det analyserade ämnet. 

## Vakuumsystem
För att undvika kollision mellan de joniserade molekylerna och luftmolekyler så är alla masspektrometrar utrustade med ett vakuumsystem. Utan detta skulle de joniserade molekylerna inte nå fram till detektorn.

## Jonisering
För att konvertera molekylerna till gasjoner behövs ett joniseringssystem. Dessa joniserar molekyler genom att ta bort en elektron från en neutralt laddad partikel och därmed skapa en katjon eller lägga till en elektron till en neutralt laddad molekyl och skapa en anjon.

### Matrix Assisted Laser Desorption Ionization (MALDI)
Jonisering sker med en laserstråle och är en mjukare teknik än många andra metoder. Den kan därför användas även på mer ömtåliga molekyler som annars skulle falla sönder och förlora form.

### Elektrosprejjonisering (Electrospray ionisation, ESI)
Joner produceras genom att spreja en lösning av analyten in i ett elektriskt fält. Denna metod lämpar sig för analys av stora molekyler som proteiner och DNA.

### Electron impactjonisering (EI)
En elektronstråle accelereras i 90 graders vinkel mot det inkommande gasflödet. När elektronerna kolliderar med
provets molekyler kommer dessa att joniseras och vanligen få laddningen +1. Endast ca 1 per 10^6 molekyler joniseras.

## Massanalysatorer
När väl jonerna har skapats passerar de genom en massanalysator som har till uppgift att separera jonerna med beroende på deras mass-laddningsförhållande. Bara joner med en viss massa får passera vid ett visst ögonblick vilket senare möjliggör för detektorn att räkna dem.

### Kvadrupol (Q, quadrupole)
En kvadrupol består av fyra stavar, vanligen cylindrar eller med hyperboliskt tvärsnitt. Varje motliggande stavpar är elektriskt sammankopplade och en radiofrekvent spänning med likströmsförskjutning appliceras mellan stavparen. Joner transporteras längs med stavarna i utrymmet mellan dem. För ett givet spänningsförhållande kan bara joner med visst mass-laddningsförhållande passera. Alla andra joners banor är instabila och de viker av och kolliderar med stavarna. Genom att variera spänningsförhållandet kan det genomsläppta mass-laddningsområdet skannas och ett masspektrum genereras.

### Jonfälla (IT, ion trap)
I denna metod fångas jonerna samtidigt in i en fälla skapad av ett elektriskt fält. Joner av olika mass-laddningsförhållande kan sedan skannas ut, liknande en kvadrupol. I en jonfälla kan joner även analyseras och fragmenteras i flera steg. Jonfällor används t. ex. tillsammans med elektrosprej vid analys av metaboliter och peptider. 

### Orbitrap
En Orbitrap är en typ av jonfälla där joner fångas i en omloppsbana kring en sländformad elektrod, med cirkulär rörelse kring elektrodens axel och oscillationer längs den. Förhållandet mellan massa och laddning fås från fouriertransformen av frekvensen på den elektriska signalen som genereras av jonernas omloppsbana i det elektriska fältet.

### Flygtid (TOF, time of flight)
Partiklarna accelereras i ett elektriskt fält så att de får samma rörelseenergi. Deras hastighet kommer därefter att bara vara beroende av partiklarnas mass-laddningsförhållande. Jonerna flyger sedan genom ett fältfritt område för att slutligen nå detektorn. De lättaste jonerna med högst laddningstal kommer fram först eftersom de har en högre hastighet än de tyngre med lägre laddningstal vid en given rörelseenergi. Denna tidsskillnad mäts av detektorn och omvandlas till ett masspektrum. Denna metod används ofta tillsammans med MALDI då den kan analysera tunga joner med låga laddningstal.